# Benny Andersson
Göran Bror Benny Anderson, švedski glasbenik, vokalist in skladatelj, * 16. december 1946,  Stockholm, Švedska.
Zaslovel je kot član skupine ABBA. Leta 1974 je s skupino nastopil na pesmi Evrovizije in osvojil prvo mesto s skladbo Waterloo.